# عرة القمل (شبام كوكبان)

تعديل مصدري - تعديل

عرة القمل هي إحدى قرى عزلة ضلاع الأعلى بمديرية شبام كوكبان التابعة لمحافظة المحويت، بلغ تعداد سكانها 381 نسمة حسب تعداد اليمن لعام 2004.